# West Reading
West Reading är en kommun av typen borough i Berks County i Pennsylvania. Vid 2010 års folkräkning hade West Reading 4 212 invånare.